# Eolambia
Eolambia (лат.) — род растительноядных динозавров из клады Neoiguanodontia группы игуанодонтов, живших в меловом периоде (105,3—93,5 млн лет назад) на территории современных США.

## История открытия

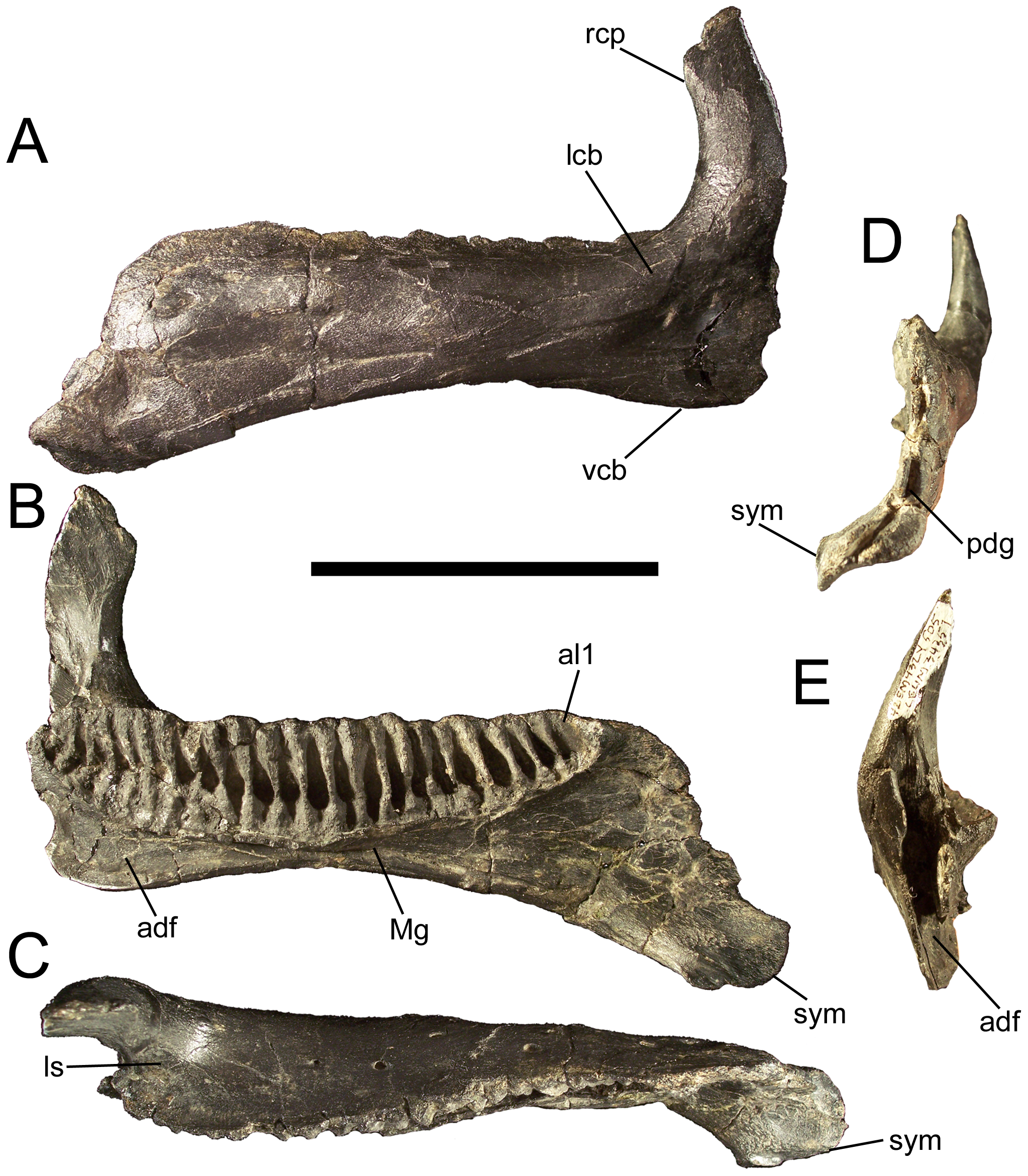
Образцы зубной кости голотипа CEUM 9758

В 1992 году Кэрол Джонс и её муж Рамал Джонс неподалёку от городка Касл-Дэйл в округе Эмери, штат Юта, в антиклинали San Rafael Swell обнаружили залежи окаменелостей, которые впоследствии были названы Кэрол-Кворри в её честь. Среди окаменелостей были остатки орнитопод, о которых в 1994 году сообщил Джеймс Киркланд. На основании этих окаменелостей Киркландом был описан типовой вид Eolambia caroljonesa. Первая часть родового наименования происходит от греческого слова eos/ἠώς, что означает «рассвет» или «утро», подразумевая «рано». Вторая часть названа по фамилии канадского палеонтолога Лоуренса Ламба, в честь которого был назван ламбеозавр. Название в целом можно перевести как «рассвет ламбеозавринов», а видовое определение названо в честь первооткрывательницы животного Кэрол Джонс. Перед публикацией фигурировало также название Eohadrosaurus caroljonesi; окончательное название было предложено Майклом Скрепником.

## Описание
Голотип CEUM 9758 был найден в Массентучитском стратоне формации Сидар-Маунтин, в слоях, относящихся к сеноманскому ярусу мелового периода (приблизительно 98,5 миллионов лет назад), хотя ранние оценки датировали его альбом.
Образец состоит из фрагментов черепа. Также были восстановлены частичные скелеты взрослых особей и подростков, вместе с яйцами и эмбрионами. Скелеты являются почти полными и принадлежат как минимум одиннадцати различным особям.
Относительно плоский и удлинённый череп голотипа имеет длину около метра, исходя из чего Киркланд оценил общую длину животного в 9 метров. Однако другой палеонтолог, Грегори С. Пол, в 2010 году оценил длину тела в 6 метров, а массу — в одну тонну.

## Систематика
Киркланд изначально причислил эоламбию к семейству гадрозаврид, считая её типичным представителем группы ламбеозаврин. Последующий анализ показал, что эоламбия относится к кладе Neoiguanodontia и являлась близким родственником пробактрозавра.